# Di-tert-butylether
Di-tert-butylether is een organische verbinding met als brutoformule C8H18O. De stof komt voor als een kleurloze vloeistof met een kamfer-achtige geur, die mengbaar is met water. Di-tert-butylether is toxisch en kan, zoals veel ethers, onder invloed van licht explosieve peroxiden vormen.

## Synthese
Di-tert-butylether wordt bereid uit een reactie van zilvercarbonaat en tert-butylchloride in di-ethylether als oplosmiddel. Bij de reactie komen koolstofdioxide en zilverchloride vrij. Als nevenproducten ontstaan tert-butanol en 2-methylpropeen.